# 順応的管理
順応的管理（じゅんのうてきかんり）とは、計画における未来予測の不確実性を認め、計画を継続的なモニタリング評価と検証によって随時見直しと修正を行いながら管理する、マネジメント手法。 

## 自然再生事業と順応的管理
2001年、21世紀「環の国」づくり会議報告で、「順応的管理の手法を取り入れて積極的に自然を再生する公共事業、すなわち「自然再生型公共事業」の推進が必要」と提言があった。その後成立した自然再生推進法における自然再生の基本理念が順応的管理である。

## リンク
- 順応的管理による海辺の自然再生（順応的管理の考え方）